# Calyptotheca kapaaensis
Calyptotheca kapaaensis är en mossdjursart som beskrevs av Dick, Tilbrook och Shunsuke F. Mawatari 2006. Calyptotheca kapaaensis ingår i släktet Calyptotheca och familjen Parmulariidae. Inga underarter finns listade i Catalogue of Life.